# Принос
Принос (грч. Πρίνος) је насељено место на острву  Тасос у периферији Источна Македонија и Тракија, Грчка. Према попису из 2021. године било је 1.160 становника.
Насеље се први пут помиње на попису из 1940. године са 30 становника. Због повољног положаја је после Другог светског рата почело нагло да расте досељавањем мештана суседних Великог и Малог Приноса, тако је на попису из 1951. године Принос имао 1.414 становника. Село се раније звало Каливе.